# 梅沢はな
梅沢 はな（うめざわ はな、5月30日 - ）は、日本のイラストレーター・漫画家。千葉県在住。星座は双子座、血液型はA型。主にボーイズラブ系作品を描いている。

## 全作品リスト

### 漫画
- 君さえいなければ
- 恋よりkissより大嫌い!!(全3巻)
- 愛と欲望は学園で(全12巻)
- だまされても好きなひと
- 24時間KISSできない
- 恋獣
- DEEP THROAT華麗な海賊たち(全2巻)
- ハンサム彼氏〜学園の王子様〜
- 悩殺ダディ
- 愛じゃしょうがない!!
- 愛と欲望はアブノーマルで
- 躍らないなら死ねばいいのに

### 小説挿絵・イラスト
- 妖魔様に大迷惑 （原作・文：若月京子）
- 妖魔様と恋の逃避行 （原作・文：若月京子）
- 沈黙の恋情〜不安な夜を越えて （原作・文：春野ひなた）
- セカンド・ラヴ （原作・文：妃川螢）
- オレたち以外は入室不可! （原作・文：水無月さらら）
- 不埒なシンデレラ （原作・文：遊生とのか）
- ふたりベッド （原作・文：桜木知沙子）

### オリジナル同人誌
- Love Cherry 漫画小冊子 （非売品）

### ドラマCD
- だまされても好きなひと CDブック （原作・イラスト：梅沢はな）
- 愛と欲望は学園で1~5